# Stenogrammitis limula
Stenogrammitis limula är en stensöteväxtart som först beskrevs av Christ, och fick sitt nu gällande namn av Paulo Henrique Labiak. Stenogrammitis limula ingår i släktet Stenogrammitis och familjen Polypodiaceae. Inga underarter finns listade.